# دائرة عزابة
دائرة عزابة إحدى دوائر ولاية سكيكدة. 
مقرها عزابة. 
تبلغ مساحتها 805.34 كم² يقطنها 92339 نسمة (أي بكثافة سكانية تقدر بـ 115 نسمة /كم²). 
وتضم كل من بلديات : 
- عزابة
- السبت
- لغدير
- جندل
- عين شرشار

يحدها من ناحية الشرق دائرة بن عزوز ومن الغرب مدينة سكيكدة، ومن الجنوب ولاية قالمة ومن الشمال البحر الأبيض المتوسط
تعتبر دائرة فلاحيـة بنسبة 70 بالمائــة 
تشتهر بزراعة الطماطم الصناعية والكروم والحوامض وكذا تربية الأبقار والماشيـة